# Tomáš Sartorius
Tomáš Sartorius, též Thomas Sartor († 1700 Broumov) byl český benediktin a v letech 1663–1700 opat břevnovsko-broumovský.

## Život
Tomáš Sartorius se narodil ve východočeském Broumově, kde také absolvoval benediktinské gymnázium. Dále studoval filozofii a teologii, grafický list univerzitní teze k jeho disputaci z roku 1668 s jeho portrétem provedli jej bratři Balthasar a Arnold Westerhoutové, činí tehdy v Praze. 
V roce 1663 byl zvolen broumovským opatem, v té době byl Broumov hlavním centrem benediktinů a Břevnov pouze jeho proboštstvím. V konfirmační listině císaře Leopolda II. ze dne 7. ledna 1664 se Sartorius jmenuje pouze opatem broumovským.

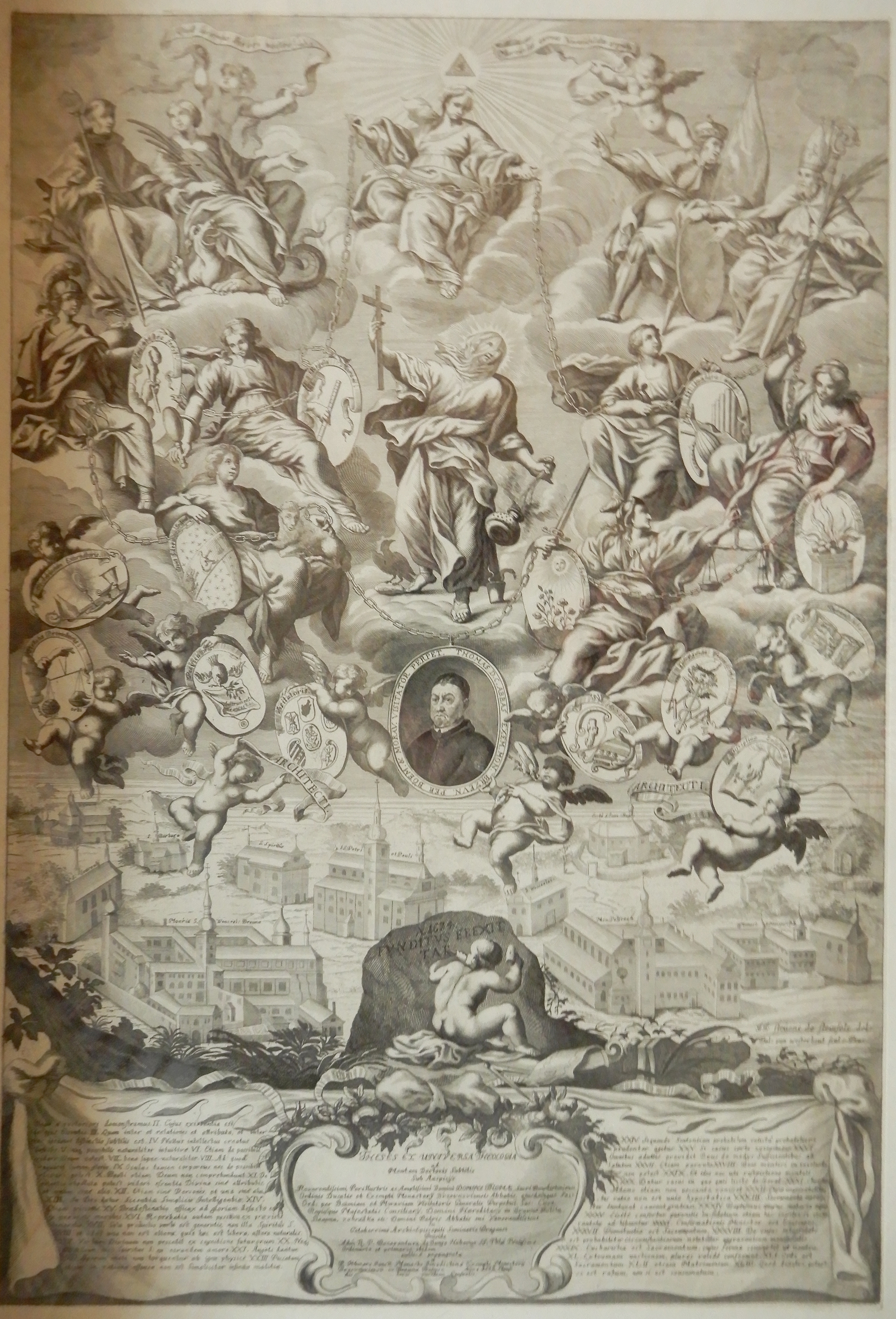
Univerzitní teze Tomáše Sartoria (1668)

Jako opat se dostal do ostrého sporu s klášterními poddanými, jenž vyvrcholil jejich povstáním za svobodu v roce 1680.
Byl velkým mariánským ctitelem: v Broumově založil Bratrstvo sedmi bolestí Panny Marie. Při klášteře konstituoval německou sodalitu laiků (Sodalitas germanica), založenou již jeho předchůdcem Augustinem Seyfertem.
Jeho osobní heslo, zachycené na portrétu z roku 1687, znělo: Quod nocet, docet (Co uškodí, to poučí). Podporoval broumovské gymnázium, v němž dal zřídit divadlo.
Vykonával funkci vizitátora v pražské arcidiecézi.

## Dílo
V čele komunity zahájil rozsáhlou stavební činnost v obou klášterech, jejich proboštstvích a patronátních kostelech: zbudoval roku 1674 špitál v Broumově, 1676 na místě luteránského kostela v Broumově kostel sv. Václava, roku 1677 dřevěný kostel v Otovicích. Roku 1674 v Břevnově dal vystavět prepozituru, kanceláře, sýpku a tzv. Sartoriovo křídlo konventu, které zčásti podlehly ohni. V Broumově velmi pečoval o knihovnu, snažil se v ní zajistit dostatek knih pro studenty. Pokračoval také v barokní přestavbě kláštera, na kterou razantně navázal jeho nástupce Otmar Zinke.

## Památky
- Portrét, Jan Petr Molitor, olejomalba ze Series abbatum, chodba konventu v Břevnově
- Portrét s plánkem stavby, kružítkem a heslem, anonymní kopie olejomalby ze Series abbatum v Broumově[7]
- Pražská univerzitní teze: podle nezvěstné předlohy Jana Jakuba Stevense ze Steinfelsu provedli bratří Balthasar a Arnold van Westerhoutové v Praze roku 1668
- Po Sartoriovi je pojmenována ulice v Praze 6 - Břevnově, nedaleko Břevnovského kláštera.

#### Prameny
- Národní archiv ČR, Řádový archiv Benediktini Břevnov, kartón 2, fasc. A.VII.11.K: Memorabilia quae post mortem reverendissimi D.Thomae Sartorij abbatis ... facta sunt.